# Honestiores
Honestiores (ook wel meliores of clarissimi viri) waren de patriciërs van Rome. Deze naam was afgeleid van het ius honorium (het recht om ereambten uit te oefenen) dat enkel werd toegekend aan mensen met het Romeins burgerrecht. De patriciërs waren dan ook de stand waaruit de senatores, de Romeinse ambtsadel, voortkwam. Zij stonden tegenover het plebs, ook wel humiliores of tenuiores genoemd.